# 基伯陨石坑

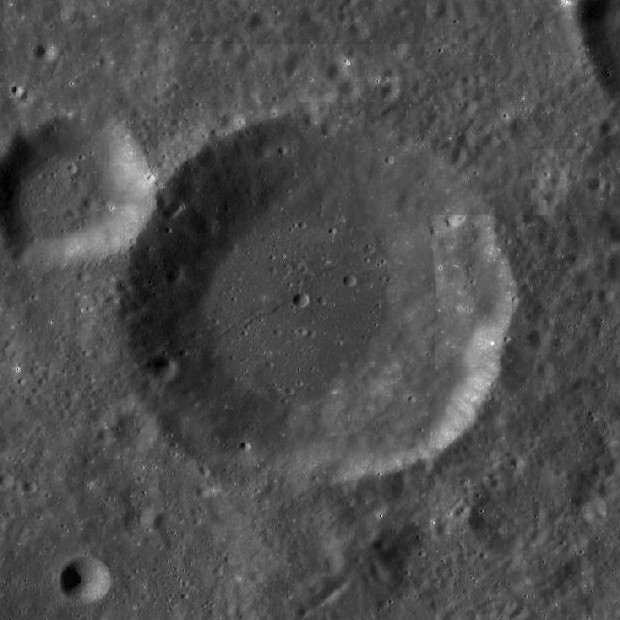
月球勘测轨道飞行器拍摄的图像

基伯陨石坑（Geber）是月球正面赤道高地区一座古老的大撞击坑，约形成于39.2-38.5亿年前的酒海纪，其名称取自十二世纪塞维利亚穆斯林天文学家暨数学家贾比尔·伊本·阿弗拉赫（Jabir ibn Aflah；1100年-1150年），1935年被国际天文学联合会批准接受。

## 描述
该陨坑西北靠近略小的艾里陨石坑和阿格兰德陨石坑、北面毗邻更大的阿布·菲达环形山，阿尔马农环形山位于它的东北、东南较远处则坐落了萨克罗博斯科环形山和费马陨石坑，而它的西南分别从左至右分布了多纳蒂陨石坑、阿本尼兹拉环形山及阿左飞陨石坑。基伯陨石坑东北侧延伸着长达210公里的阿布·菲达链坑，往东北更远处横卧着古老的酒海，而东南则是绵延的阿尔泰峭壁。该陨坑中心月面坐标为19°28′S 13°51′W / 19.46°S 13.85°W，直径44.68公里，深度约2.27公里。
基伯陨石坑外观轮廓几乎呈正圆形，北侧坑壁略微下凹，而南侧内壁则分布有高耸的阶地结构，它的西北侧附靠了直径18公里的卫星坑“基伯 B”。基伯陨坑平均高出周边地形1070米，内部容积约1543立方千米。坑内地表较为平坦，散布有一些细小的撞击坑，但没有中央峰及其它醒目的地貌结构。

## 卫星陨石坑
按惯例，最靠近基伯陨石坑的卫星坑在月图上以字母标注在该坑中心点的旁边。

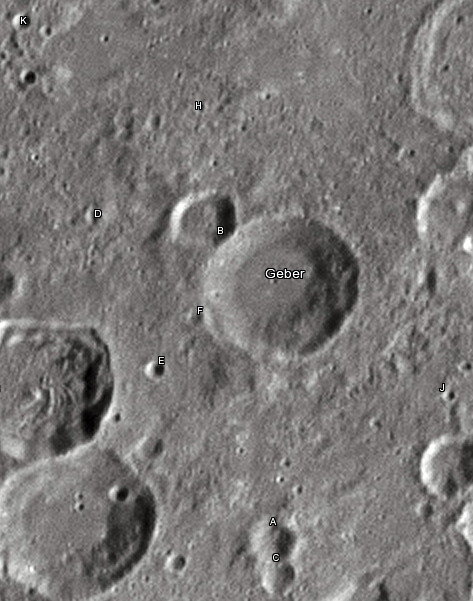
卫星坑图

| 基伯 | 纬度    | 经度    | 直径     |
| ---- | ------- | ------- | -------- |
| A    | 21.8° S | 14.7° E | 12.6公里 |
| B    | 19.0° S | 13.0° E | 18.0公里 |
| C    | 22.1° S | 14.9° E | 10.0公里 |
| D    | 19.3° S | 11.9° E | 4.5公里  |
| E    | 20.5° S | 12.9° E | 5.6公里  |
| F    | 19.9° S | 13.2° E | 4.8公里  |
| H    | 17.9° S | 12.5° E | 2.9公里  |
| J    | 20.0° S | 15.9° E | 3.6公里  |
| K    | 17.5° S | 10.6° E | 5.1公里  |

## 参引文献
1. ↑  Stratigraphy of Lunar Craters （页面存档备份，存于）, Don E. Wilhelms and Charles J. Byrne, January 23, 2009, Table 2.1
2. ↑  . Gazetteer of Planetary Nomenclature. International Astronomical Union.   [3 February 2015]. （原始内容存档于2019-08-25）.
3. ↑   (PDF).   [2017-04-08]. （原始内容存档 (PDF)于2020-11-27）.
4. ↑  .   [2017-04-08]. （原始内容存档于2019-08-25）.
5. 1 2 3  Lunar Impact Crater Database
6. ↑  Rükl, Antonín. . Kalmbach Books. 1990. ISBN 0-913135-17-8.
7. ↑  Moore, Patrick (2001). On the Moon. Sterling Publishing Co.. ISBN 0-304-35469-4.
8. ↑  Bussey, B.; Spudis, P. . New York: Cambridge University Press. 2004. ISBN 0-521-81528-2.